# Porta Giovia (romana)
Porta Giovia (lat. Porta Jovia) era una delle sei aperture stradali ricavate nella cinta muraria romana della città di Mediolanum, l'odierna Milano. Fu demolita durante l'assedio di Milano del 1162.

## Storia

L'antica Milano romana (Mediolanum) sovrapposta alla Milano moderna. Il rettangolo più chiaro al centro, leggermente sulla destra, rappresenta la moderna piazza del Duomo, mentre il moderno Castello Sforzesco si trova in alto a sinistra, appena fuori dal tracciato delle mura romane di Milano. Al centro, indicato in rosso salmone, il foro romano di Milano

Costruita durante il periodo repubblicano dell'epoca romana, era ricavata nella cinta delle mura romane di Milano. Venne fatta presumibilmente erigere, insieme alle mura, da Cesare dopo l'assunzione di Mediolanum al rango di municipium nell'anno 49 a.C., oppure in seguito da Ottaviano. Doveva la sua denominazione a Giovio, ovvero all'epiteto dell'imperatore Diocleziano.
L'intitolazione di Porta Giovia è legata all'orientamento degli edifici nel foro romano di Milano. In particolare, fu il Capitolium, che era dedicato alla Triade Capitolina, a dare alla toponomastica della Mediolanum dell'epoca, quando la città divenne capitale dell'Impero d'Occidente: dato che nel gruppo scultoreo principale del Capitolium, Giove era seduto al centro, con Minerva alla sua destra e Giunone a sinistra, fu deciso di destinare il castello difensivo nord occidentale, che si trovava alla destra del Capitolium, alla funzione di Castra Praetoria, ovvero a sede dei pretoriani, che erano un reparto militare che svolgeva compiti di guardia del corpo dell'imperatore (Minerva è infatti anche la dea della lealtà durante la lotta): la porta verso cui si accedeva a questo castello (che era esterno alle mura cittadine come gli altri tre) fu poi chiamata Porta Giovia.
Fu demolita, insieme alle relative mura e alle altre porte romane, durante l'assedio di Milano del 1162, che fu opera di Federico Barbarossa. Altre importanti azioni di guerra a cui partecipò la porta furono l'assedio di Milano del 268, l'assedio di Milano del 402, l'assedio di Milano del 452 e l'assedio di Milano del 538-539.

## Descrizione
A Porta Giovia si giungeva, dall'interno delle mure cittadine, seguendo la via Quintana. Dall'altro lato di quest'ultima di apriva invece Porta Tosa. Poco fuori da Porta Giovia, oltre le mura cittadine, era presente uno dei quattro castelli difensivi di Mediolanum, il Castrum Portae Jovis, che iniziò a rivestire, a partire dal 286, quando Mediolanum diventò capitale dell'Impero romano d'Occidente, anche la funzione di Castra Praetoria, ovvero di caserma dei pretoriani, reparto militare che svolgeva compiti di guardia del corpo dell'imperatore.
Lungo via Quintana si trovavano il foro romano di Milano (che era situato al suo incrocio con il cardo) e la zecca di Mediolanum. Da Porta Giovia iniziavano la via Mediolanum-Verbanus detta anche Via Severiana Augusta, strada romana consolare che congiungeva Mediolanum con il Lago Maggiore e da qui al passo del Sempione, e la via Mediolanum-Bilitio, che metteva in comunicazione Mediolanum con Luganum (Lugano) passando da Baretium (Varese).
Porta Giovia era situata, considerando l'urbanistica della Milano odierna, dove ora sono presenti i moderni Teatro Dal Verme e la demolita chiesa di San Giovanni sul Muro, nome che richiama il tratto delle mura augustee che collegavano Porta Vercellina a Porta Giovia.

## Mappa

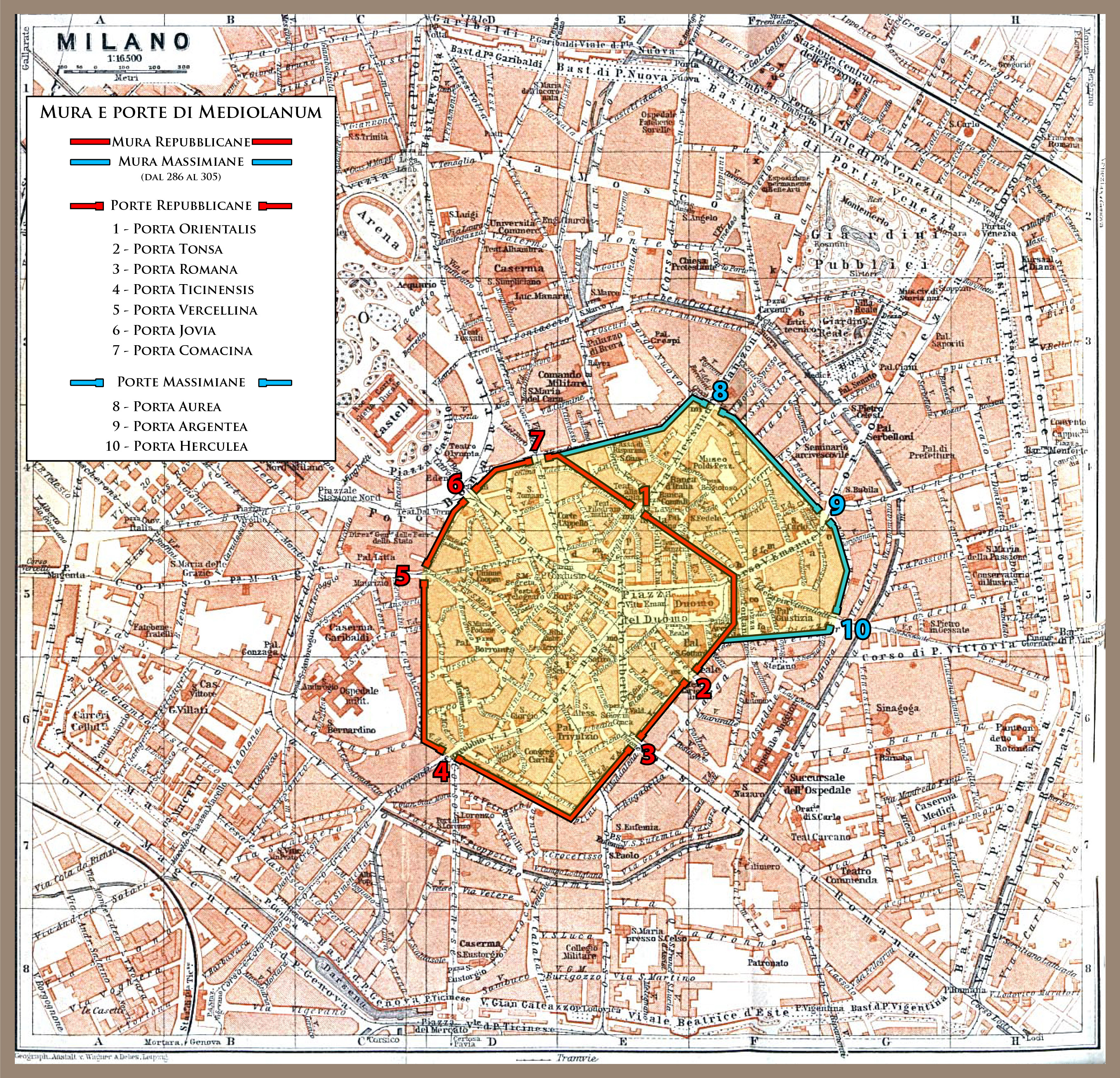
Il tracciato delle mura romane di Milano, con relative porte, riportato su una mappa moderna di Milano. In rosso il tracciato delle mura repubblicane, in azzurro quello della loro estensione realizzata in epoca massimiana